# Paul Pruteanu
Paul Pruteanu (născut Pincu sau Pinchas Solomonovici) (n. 15 ianuarie 1908, Fălciu, pe atunci în județul Fălciu – d. 16 decembrie 1966, Iași) a fost un medic român, profesor de igienă la Facultatea de Medicină din Iași și cercetător în domeniile sănătății publice, organizării sanitare și istoriei medicinei.

## Biografie
Pincu Solomonovici s-a născut în anul 1908 la Fălciu, pe atunci reședință de plasă, într-o familie evreiască îndestulată. A urmat cursurile liceale la Bârlad. În 1925 a început studiile medicale la Facultatea de Medicină din Strasbourg. În 1930 a fost expulzat din Franța ca urmare a participării sale la editarea unui ziar comunist de limbă germană. Și-a continuat studiile medicale la Geneva sub numele de Paul Durand obținând titlul de „Doctor în medicină” în 1932. În 1933 s-a reîntors în țară și, pentru scurt timp, și-a deschis un cabinet medical la Fălciu după care s-a mutat la București unde a profesat ca medic între anii 1934-1944 și devine membru al Partidului Comunist din România. În această perioadă își pune la dispoziție locuința pentru desfășurarea ședințelor partidului.
După instalarea regimului comunist a lucrat un scurt timp la Asigurările Sociale, fiind apoi numit inspector general în Ministerul Sănătății unde a deținut funcțiile de director medical (1945-1948) și șef al Direcției policlinicilor și a spitalelor (1948-1952), poziție din care a contribuit cu sugestii și propuneri la reorganizarea și funcționarea instituțiilor spitalicești (circumscripții sanitare, policlinici, spitale), o atenție deosebită acordând asistenței sanitare în mediul rural și în întreprinderile industriale. În această periodă și-a schimbat numele în Paul Pruteanu.
În 1949 a fost numit conferențiar la Catedra de Organizare sanitară de la IMF București; din 1952, după transferul la IMF Iași, a condus catedra similară până la decesul său neașteptat din 1966. În perioada cât a activat la Iași a publicat lucrări privind organizarea sistemului sanitar precum Curs provizoriu de organizare sanitară, Spitalul unificat, Dispensarizarea, și a contribuit la lucrarea Manual de sănătate publică coordonată de profesorul Theodor Ilea.
Profesorul Pruteanu a fost interesat de trecutul medico-sanitar al Moldovei și de organizarea spitalelor evreiești. A publicat lucrările Medicii în Moldova înainte de Regulamentul Organic, Cercetări cu privire la protomedicii Moldovei. Cronologia protomedicilor Moldovei (1958), precum și lucrările de referință Contribuții la istoricul spitalelor din Moldova și biografia Iacob Cihac.

## Viața personală
Paul Pruteanu a fost tatăl lui George Pruteanu (1947 - 2008), critic literar și politician.

## Lucrări publicate
- Curs provizoriu de organizare sanitară, Editura Institutului Politehnic Iași, 1952-1953,
- Spitalul unificat, Editura de Stat pentru Literatură Științifică, București, 1954, 492 pagini,
- Dispensarizarea, Editura Medicală, București, 1955, 234 pagini,
- „Medicii în Moldova înainte de Regulamentul Organic”, în Din istoria medicinii românești și universale, Editura Academiei R.P.R., București, 1962, p. 233—260,
- Iacob Cihac, Editura Științifică, București, 1966, 196 pagini,
- Manual de sănătate publică, sub redactia Theodor Ilea, Editura Didactică și Pedagogică, București, 1966, 284 pagini,
- Contribuții la istoricul spitalelor din Moldova - Spitalele din Moldova dependente de Epitropia generală a Casei Sf. Spiridon, de la primele începuturi până la unirea serviciilor sanitare ale Moldovei și Munteniei, Editura Medicală, 1957, 304 pagini,
- „Cercetări cu privire la protomedicii Moldovei. Cronologia protomedicilor Moldovei”, Studii — Revistă de Istorie XI, nr. 2, p. 134—143, 1958
- „Médecins français en Moldavie au cours du XVIIIe et de la première moitié du XIXe siècle”. Communication présentée au XVIe congrès international d'histoire de la médecine, Montpellier, septembre 1958, 19 pagini
- „Sur les débuts des hôpitaux juifs de Moldavie (I)”, Revue d'histoire de la médecine hébraïque, nr. 46, decembrie 1959, pp. 191–203 (Text integral republicat în Melanges d'histoire de la medecine hebraique: Etudes choisies de la „Revue d'histoire de la medecine hebraique” (1948-1985), Études sur le judaïsme médiéval, no. 24. Leiden: Brill, 2003)
- „Sur les débuts des hôpitaux juifs de Moldavie (II)”, Revue d'histoire de la médecine hébraïque, nr. 47, martie 1960, pp. 23–41 (Text integral republicat în Melanges d'histoire de la medecine hebraique: Etudes choisies de la „Revue d'histoire de la medecine hebraique” (1948-1985), Études sur le judaïsme médiéval, no. 24. Leiden: Brill, 2003)